# Mon Bel Amour
Mon Bel Amour è un film del 1987, diretto da José Pinheiro.

## Trama
Catherine, giovane e bella attrice di teatro d'avanguardia, s'innamora follemente, con un tocco di perversione, di Patrick, un bruto muscoloso, rozzo e malavitoso. Si faranno male a vicenda, senza capire chi ne soffrirà di più, amandosi fino a distruggersi.